# 田中子玉
田中 子玉（たなか しぎょく、1906年9月29日 - 1986年1月28日）は、日本の経営者。テレビ西日本社長を務めた。熊本県熊本市出身。

## 経歴・人物
1930年に早稲田大学高師部英語科を卒業し、1935年に福岡日日新聞社(のちの西日本新聞社)に入社した。
1958年3月にテレビ西日本専務に就任し、1963年に副社長を経て、1967年から1971年までに社長を務めた。
1971年4月に藍綬褒章を受章。
1986年1月28日肺炎のために死去。79歳没。